# Boringia (schip, 1930)
De M/S Boringia was een Deens vrachtschip, gebouwd door Burmeister & Wain voor de A/S Det Østasiatiske Kompagni.
Het heeft 12 jaar als vrachtschip gediend, alvorens het in 1942 zot zinken werd gebracht.
- Op 12 april 1932 in aanvaring gekomen op de Schelde met het Franse stoomschip Dahomey op weg van Schiedam naar Antwerpen met vracht aan boord. Alleen materiële schade.
- Op 18 december 1939 op de grond gelopen, wederom op de Schelde, op weg van Bangkok naar Antwerpen met vracht aan boord.
- Op 18 april 1940 werd Boringia in Marseille door Frankrijk in beslag genomen.
- Op 23 juli 1940 nabij Singapore werd Boringia door Engeland in beslag genomen.
- Op 2 augustus 1942 bij Kaapstad in aanvaring gekomen met de Kalewa op weg van kaapstad naar Engeland. Voor reparaties terug gevaren naar Kaapstad.
- Op 7 oktober 1942 vaart de Boringia met vracht van Haifa naar Kaapstad. 130 zeemijlen van Kaapstad wordt de Borringa onderschept door de Duitse onderzeeër U-159[1] en door twee torpedo's tot zinken gebracht. De bemanning (waaronder kapitein S. Kolls) proberen nog met reddingsboten te vluchten, en 34 van hen kunnen zich ternauwernood in zekerheid brengen. De overige 25 komen om. Hierna worden de overige bemanningsleden gered door s/s Clan Mactawish, deze wordt echter een paar uur later door dezelfde onderzeeër tot zinken gebracht. Van de 34 bemanningsleden van de Boringia, komen de kapitein en nog 5 anderen om het leven, en worden de overige 28 met het vrachtschip Matheran naar Kaapstad gebracht.

## Technische details
Roepletters: (OYBE)
| Bouwjaar | Te         | Werft                    | Vermogen          | Afmetingen            | Tonnage                    | Machine            |
| -------- | ---------- | ------------------------ | ----------------- | --------------------- | -------------------------- | ------------------ |
| 1930     | Kopenhagen | Burmeister & Wain. (560) | 6700 PK 14 knopen | L=425,5 B=57,1 D=25,3 | BRT 5821 NET 3606 TDW 8000 | 2x7 CY. B&W-DIESEL |